# Matt Mitrione
Matthew Steven Mitrione, född 15 juli 1978 i Bloomington, är en amerikansk MMA-utövare som tävlar i organisationen Bellator MMA. Mitrione tävlade 2009–2016 i organisationen Ultimate Fighting Championship.